# Charles Dowson
Charles Dowson (Charles Samuel Dowson; * 16. November 1889 in Marylebone; † 5. Februar 1980 in der City of Westminster) war ein britischer Geher.
Bei den Olympischen Spielen 1920 in Antwerpen wurde er Sechster im 3000-Meter-Gehen und schied in der Vorrunde des 10.000-Meter-Gehens aus.